# 117 Eskadra Myśliwska
117 eskadra myśliwska (117 em) – pododdział lotnictwa myśliwskiego Wojska Polskiego w II Rzeczypospolitej.

## Formowanie i zmiany organizacyjne
Eskadra została sformowana w 3 pułku lotniczym na Ławicy w oparciu o rozkaz Ministerstwa Spraw Wojskowych, Departament IV Żeglugi Powietrznej L.dz. 25 ŻP/tjn. Og.-Org. z 18 marca 1926. Wraz ze 118 eskadrą myśliwską utworzyła IV dywizjon myśliwski 3 plot.

Organizatorem i pierwszym dowódcą został kpt.pil. Stefan Berezowski. Wyposażenie stanowiły samoloty Blériot-SPAD S.61C1. Personel wywodził się z nadwyżek w innych eskadrach myśliwskich 3 pułku lotniczego.
117 eskadra myśliwska, nie osiągnąwszy zdolności ćwiczebnej, została rozwiązana rozkazem MSWojsk. Dep. IV Żeg. Pow. L.dz. 500/tjn. Og-Org. z  26 maja 1926. Personel i sprzęt został skierowany do innych jednostek myśliwskich 3 pułku lotniczego.